# Distretto di Huancaya
Il distretto di Huancaya è uno dei trentatré distretti della provincia di Yauyos, in Perù. Si trova nella regione di Lima e si estende su una superficie di 283,6 chilometri quadrati.
Istituito il 15 novembre 1915, ha per capitale la città di Huancaya.